# Местерс-Виг
Местерс-Виг (дат. Mestersvig) — военный пост с гравийной ВПП длиной 1800 м, расположенный на Земле Скорсби, на южном побережье фьорда Короля Оскара, в Северо-Восточном Гренландском национальном парке, в 200 км к северу от Иллоккортоормиута. Своё название он получил от фьорда Местерс-Виг, находящимся примерно в 10 км к юго-востоку. Объект находится в ведении Арктического командования вооруженных сил Дании.
Станция была основана в 1949 году после исследований датского геолога Лауге Коха, показавшего наличие цинковых и свинцовых руд. В 1952 году был создан лагерь, снабжавшийся по воздуху и морю. С 1956 по 1963 год в Местерсвиге действовала цинковая и свинцовая шахта. Также в районе (шахта Мальмберг в 30 км от Местерсвига) обнаружены и разрабатываются залежи молибденовых руд. Был единственным постоянным поселением на территории парка. В 1986 году в составе 40 человек был разделён между несколькими новыми станциями — Данеборг, Данмарксхавн, Норд. В настоящее время в Местерсвиге осталось 2 человека, обслуживающих ВПП. 